# Hôtel de Nayrac
L'hôtel Jean Oulès dit de Nayrac est un hôtel particulier de Castres en France, classé monument historique depuis le 17 septembre 1937.

## Origine

### Contexte

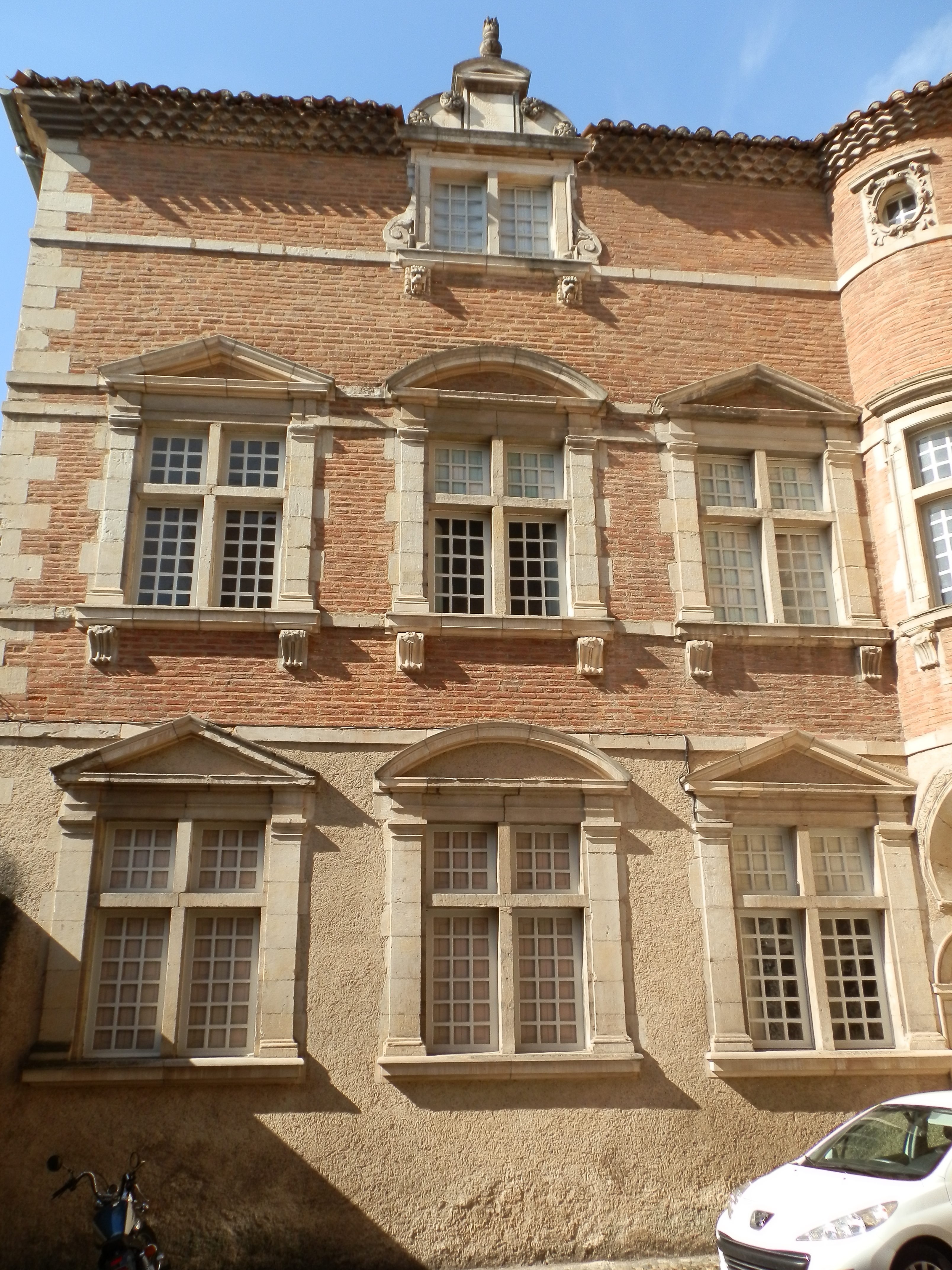
Façade aux fenêtres régulières.

L'hôtel de Nayrac date du début du XVIIe siècle. À cette époque, Castres est en pleine reconstruction après les dégâts occasionnés par les guerres de Religion. Henri IV, passé à Castres, y a créé un tribunal de la chambre de l'édit (pour régler les différends entre catholiques et protestants), et de belles demeures sont construites pour loger les magistrats. Les riches commerçants, dont le sieur Oulès, ne veulent pas être en reste et commandent aussi de riches demeures, d'autant plus que le développement économique l'autorise.

### Construction
L'hôtel de la famille Oulès, riche famille de drapiers, est bâti à partir de 1635, sur un terrain résultant de la destruction de trois anciennes maisons en 1620,. Le nom d'hôtel de Nayrac provient de la famille qui a possédé l'hôtel au siècle suivant. Appelé Hôtel Oulès, il est acheté le 27 août 1643 par Jean de Thomas de Labarthe, Premier consul de Castres en 1656. Monsieur de Nayrac achètera l'hôtel pour 18 000 livres à Pierre de Thomas de Labarthe (petit-fils de Jean) en 1753. Il est construit en pierre blanche et brique foraine de terre cuite, rare alliage pour une ville de la pierre.

## Description
L'hôtel particulier est constitué de trois ailes de même taille entourant une cour d'honneur. Le quatrième côté est fermé par un mur ouvert sur la rue par un portail, surmonté d'un oculus. Le style architectural correspond à la Renaissance à la mode toulousaine. Son dépouillement annonce déjà le style Louis XIII.
Les fenêtres rectangulaires à meneaux sont entourées de pilastres et frontons, et on peut apercevoir de nombreuses corniches. Un donjon carré, dit tour-belvédère, s'élève au-dessus du bâtiment et une tourelle d'angle à encorbellement ajoute du charme au lieu. L'aile nord s'ouvre sur la rue par deux arcades, vestiges de l'activité commerciale du commanditaire de l'hôtel. Les angles intérieurs de la cour sont ornés de tourelles en quart de cercle.

## Galerie

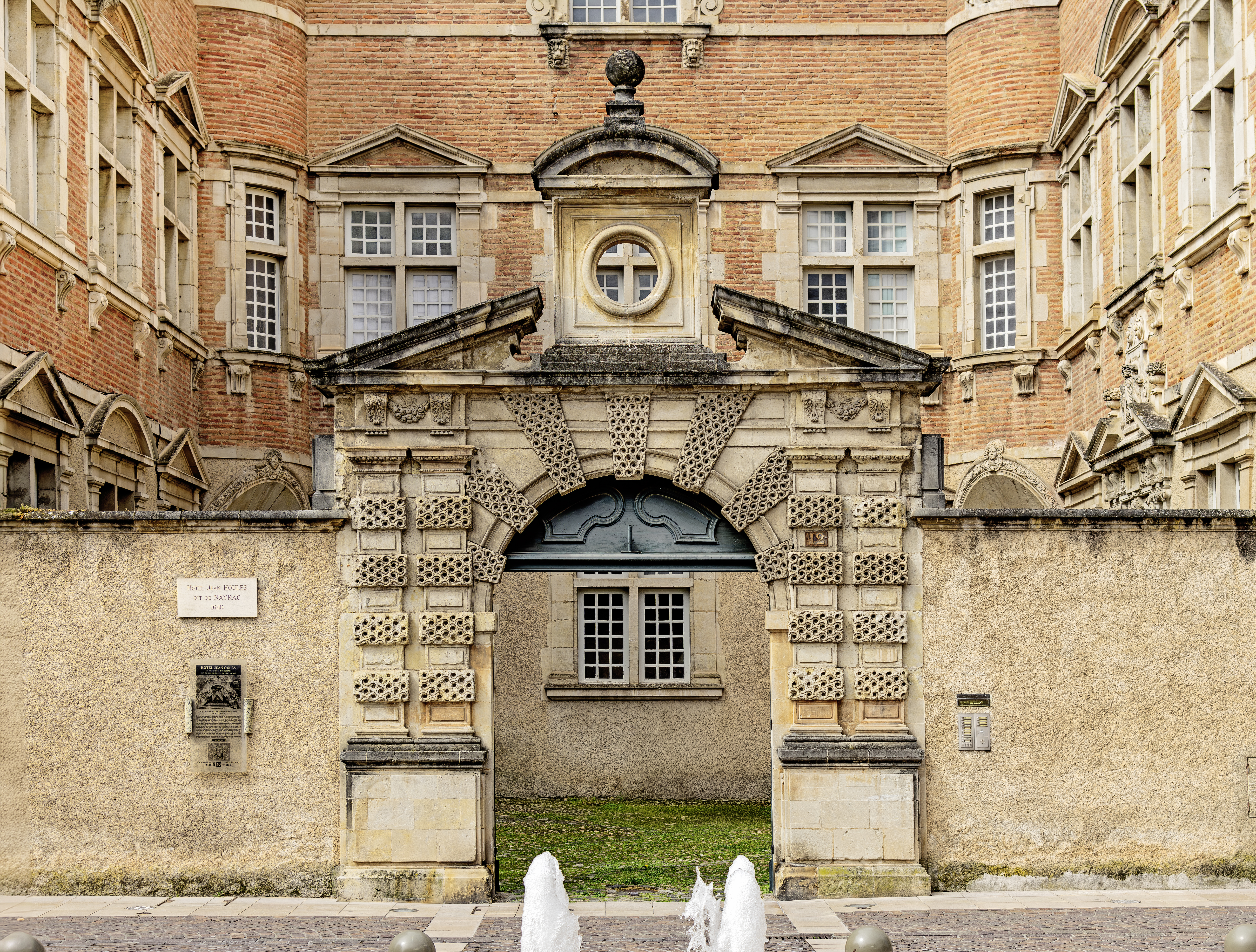
Le portail et son oculus.
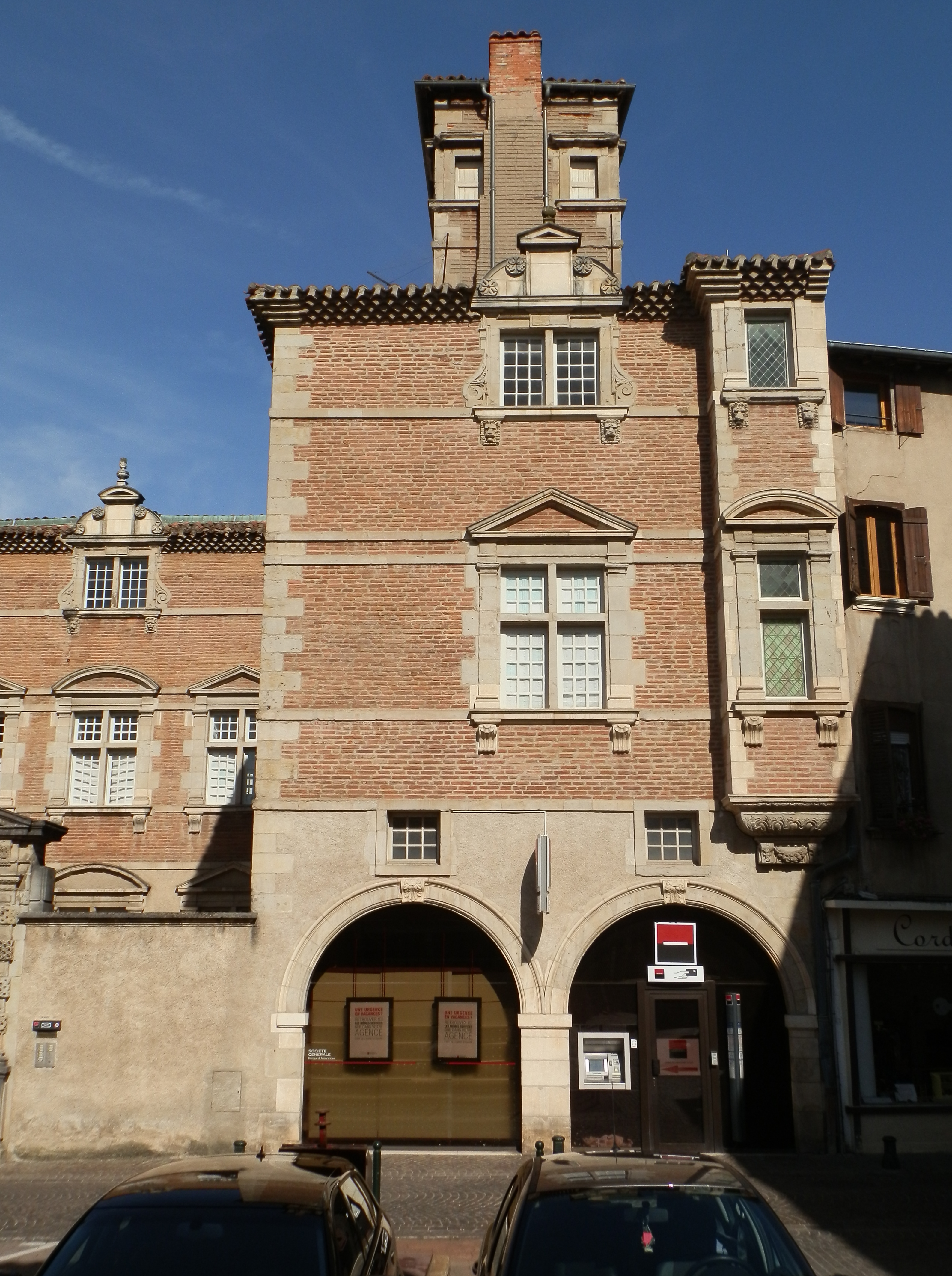
Anciennes arcades commerçantes.
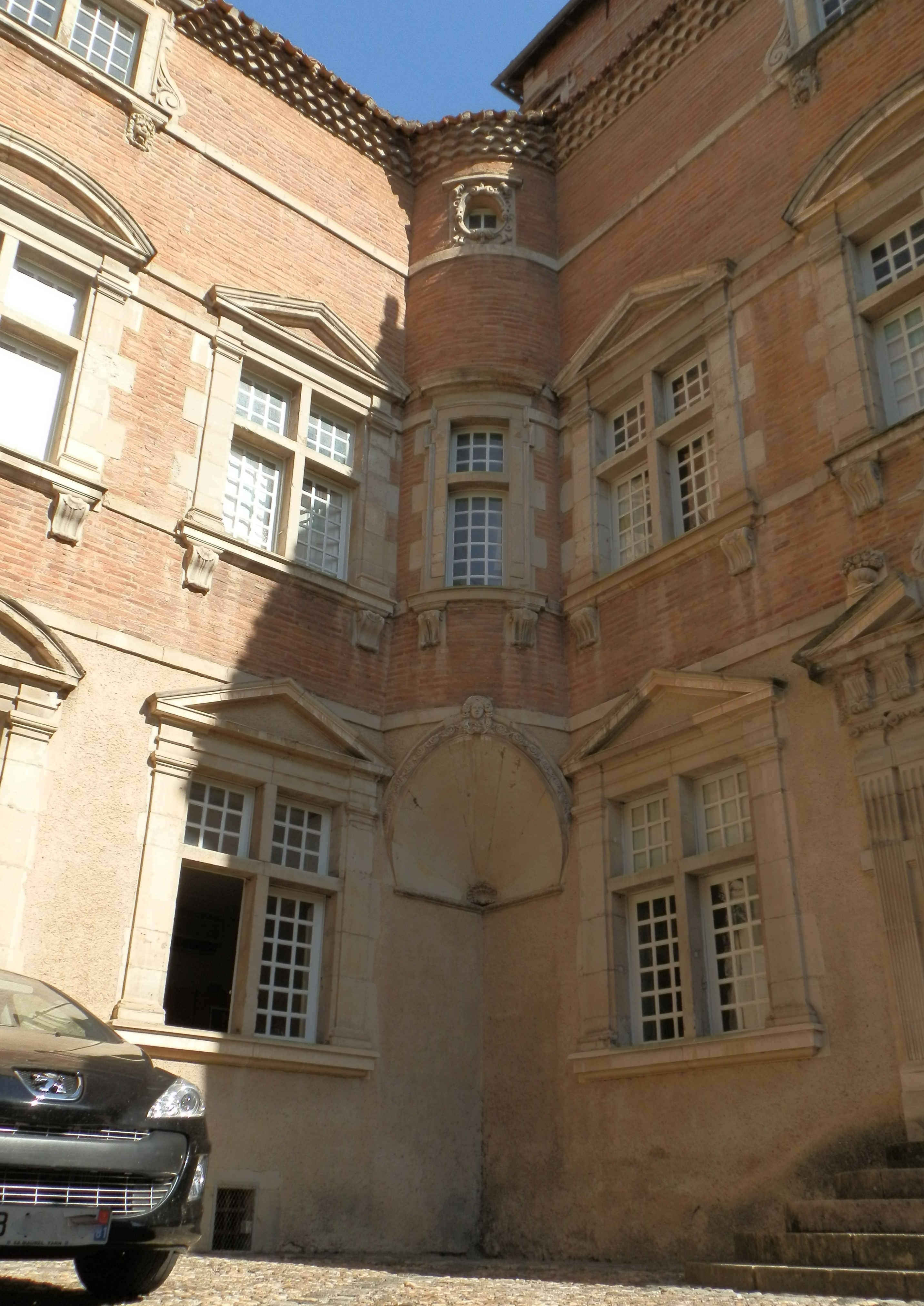
Tourelle d'angle.
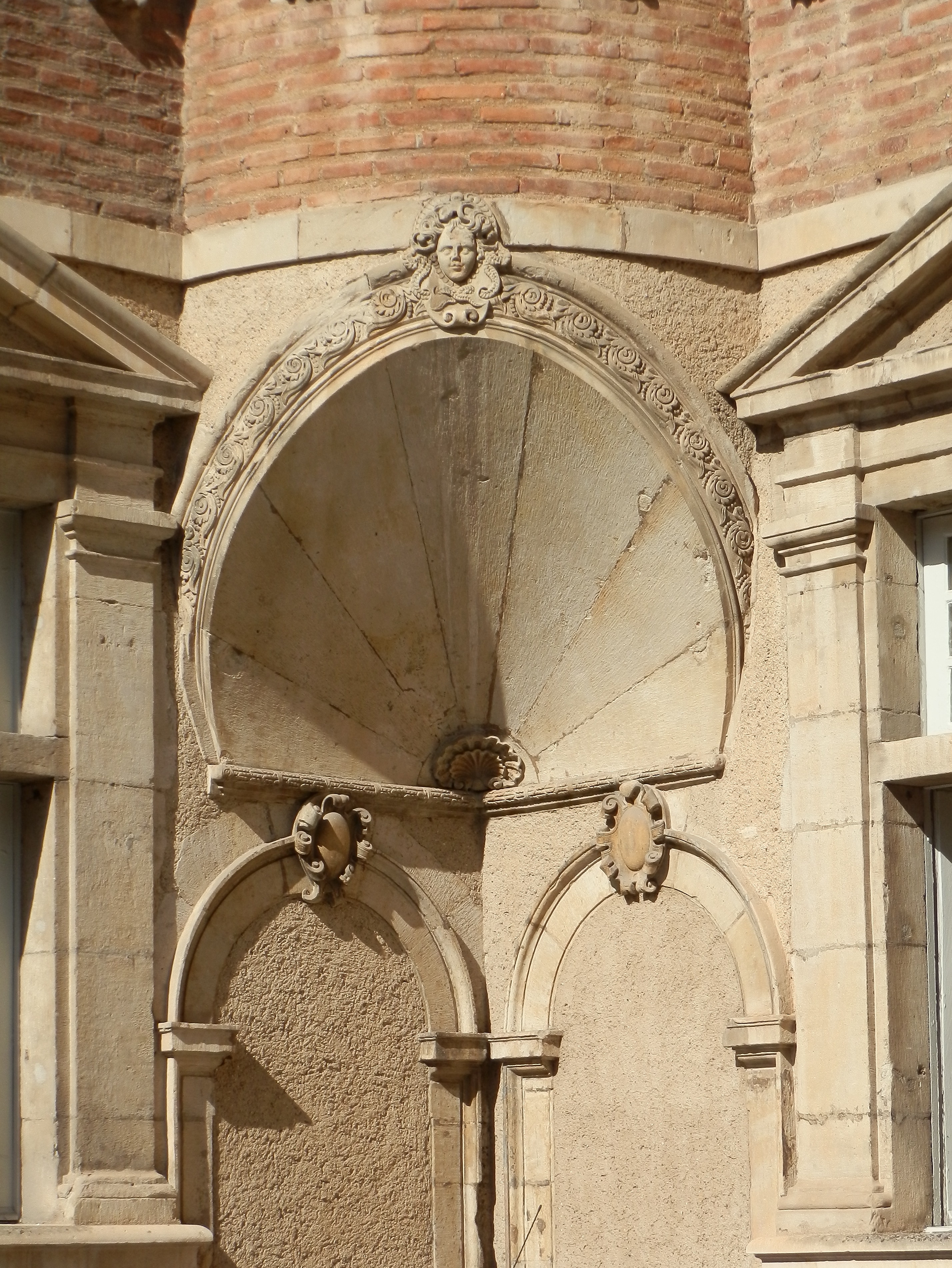
Support de tourelle, en coquille.
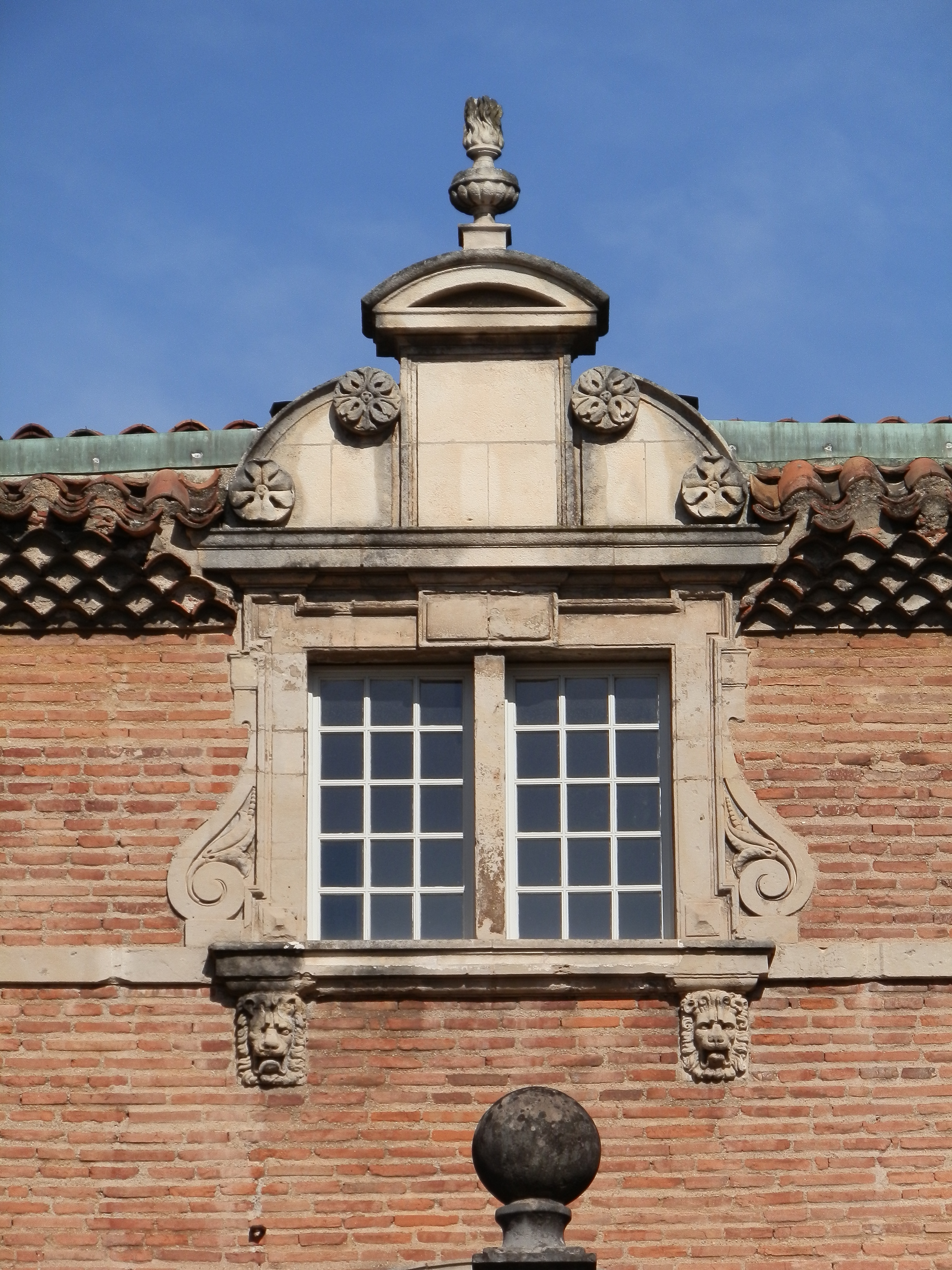
Fenêtre, détail.
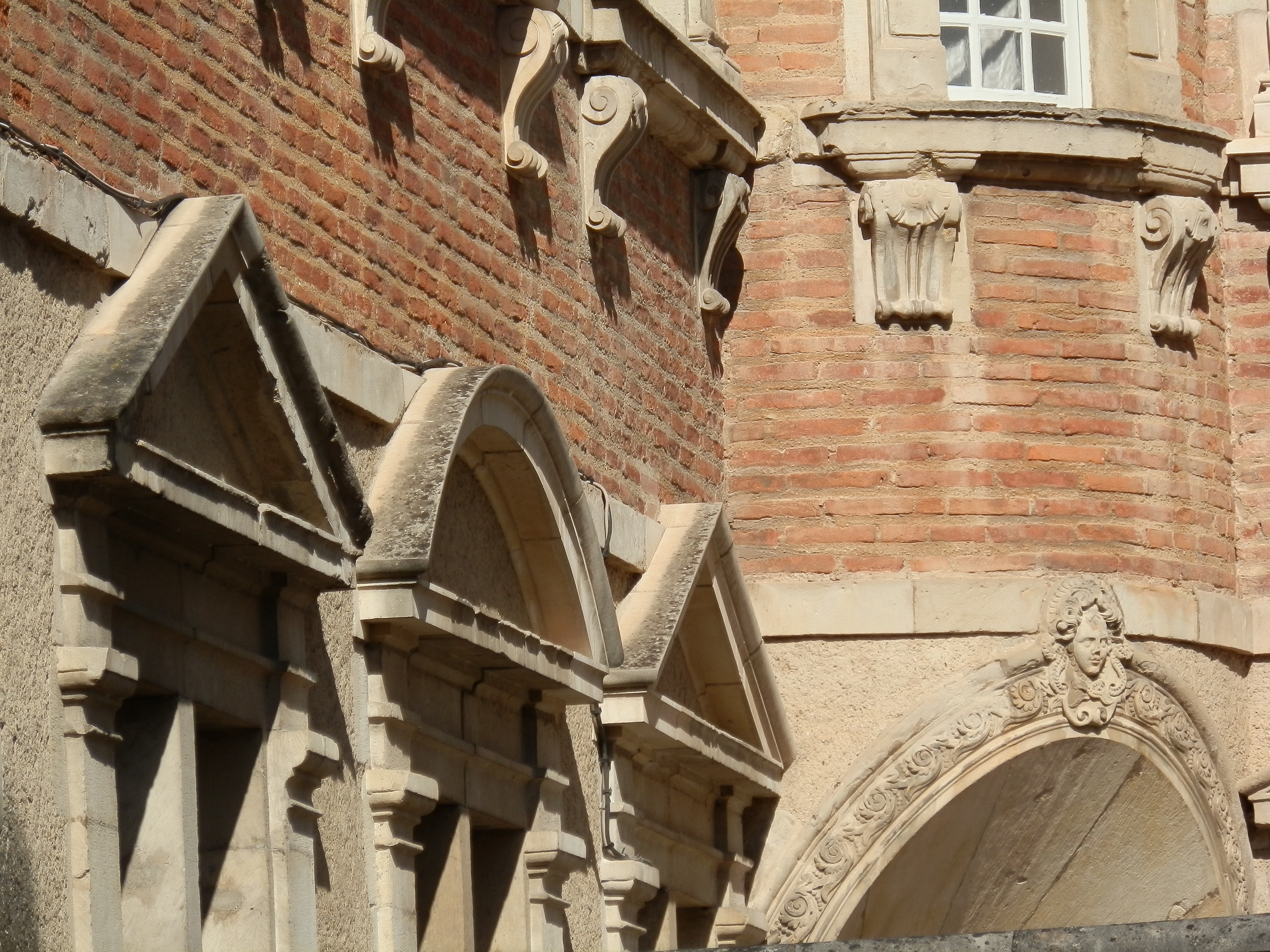
Différents frontons géométriques surmontant les fenêtres à meneaux.
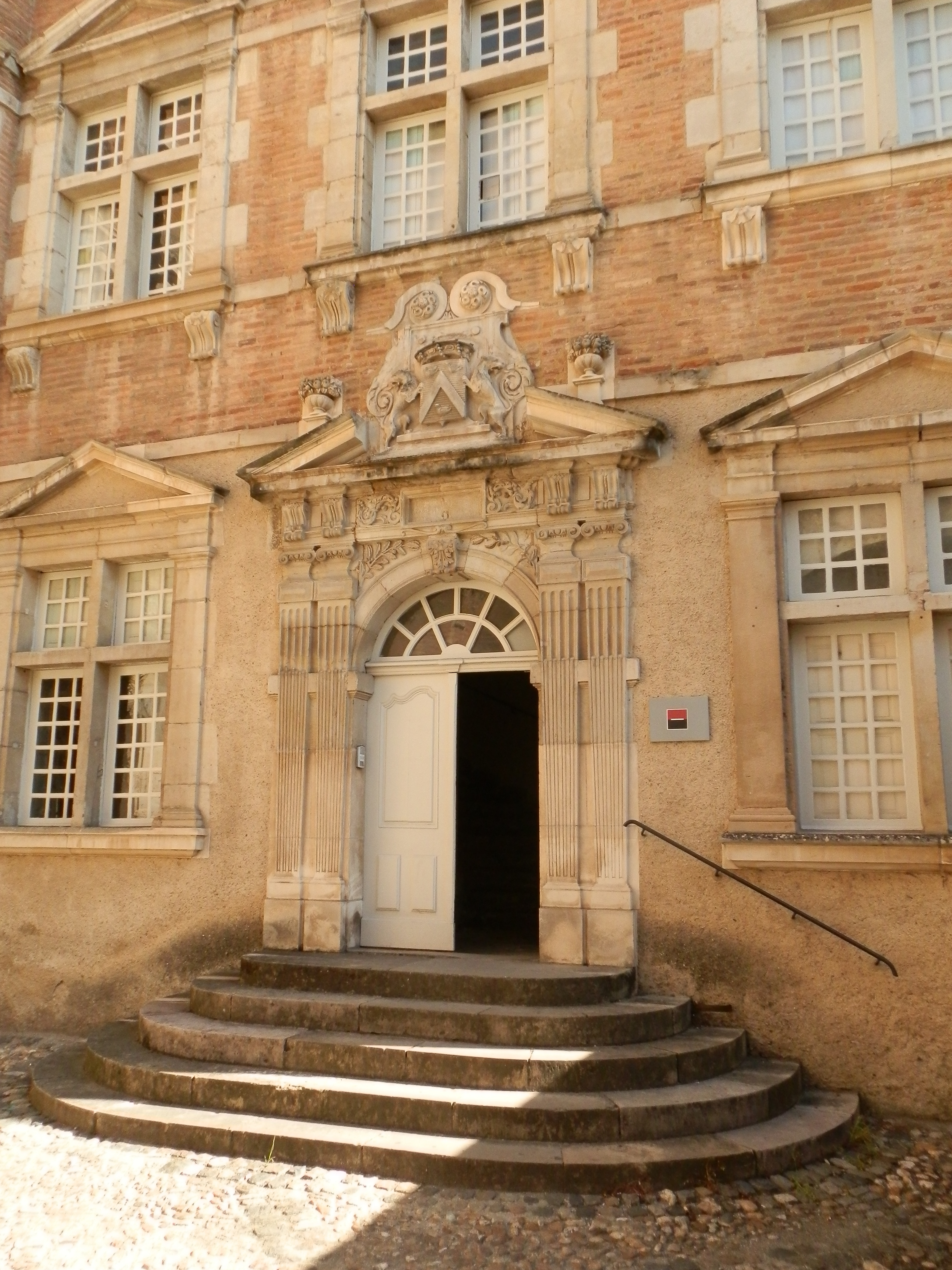
Perron et porte d'entrée.
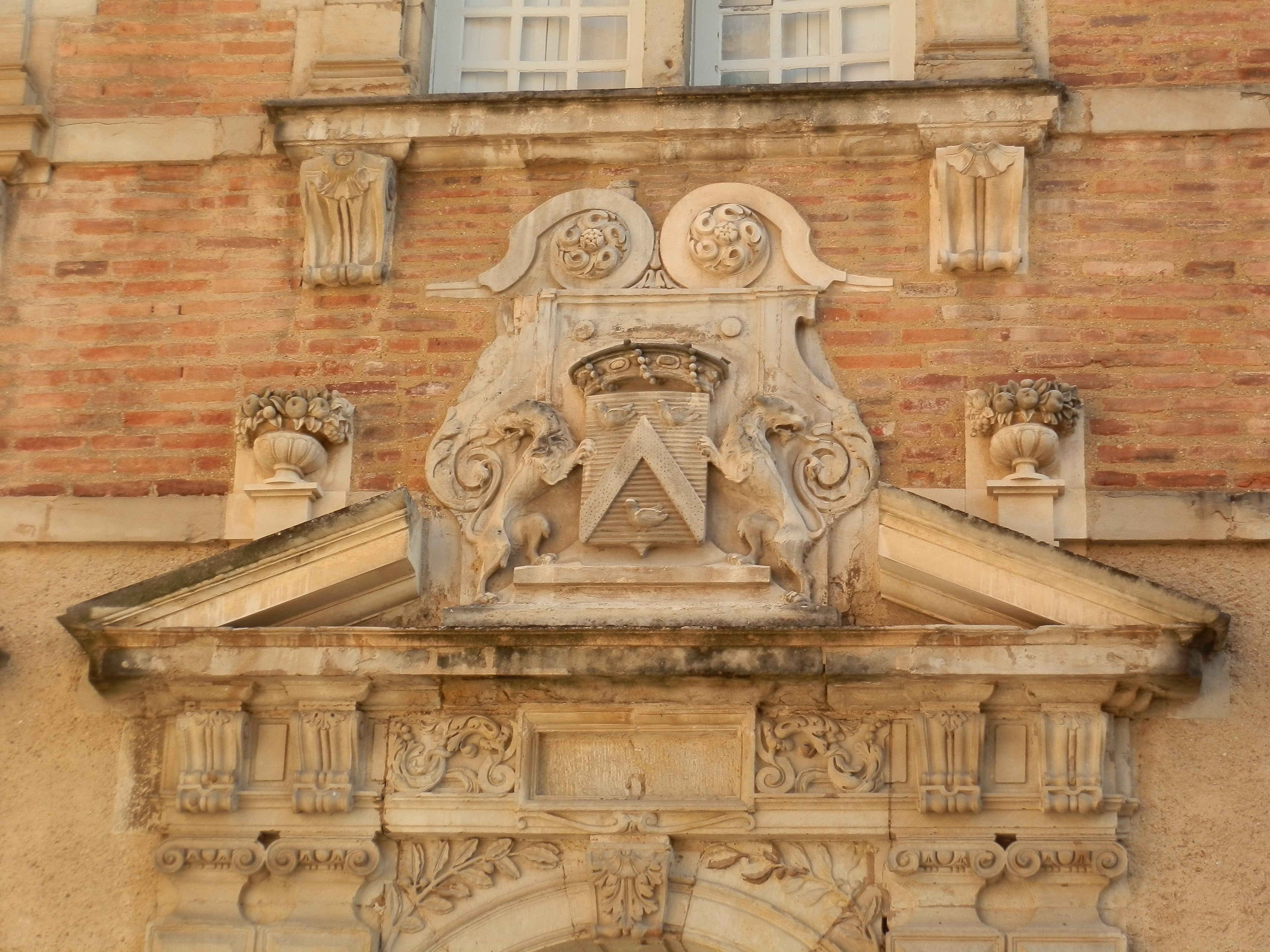
Détail de la porte d'entrée, armoiries.